# Istituto Geografico Militare
L'Istituto Geografico Militare (IGM) è un istituto che svolge le funzioni di organo cartografico dell'Esercito italiano  e di ente cartografico dello Stato italiano, ai sensi della legge n. 68 del 2 febbraio 1960, occupandosi della cartografia dello Stato attraverso una notevole attrezzatura che lo rende uno dei più avanzati in Italia. Esso svolge lavori di geodesia, topografia e cartografia e in organico vi è anche la Scuola Superiore di Scienze Geografiche (SSSG). Dipende dallo Stato Maggiore Esercito. 
Ha sede a Firenze in via Cesare Battisti occupando buona parte dell'ex convento della Santissima Annunziata.

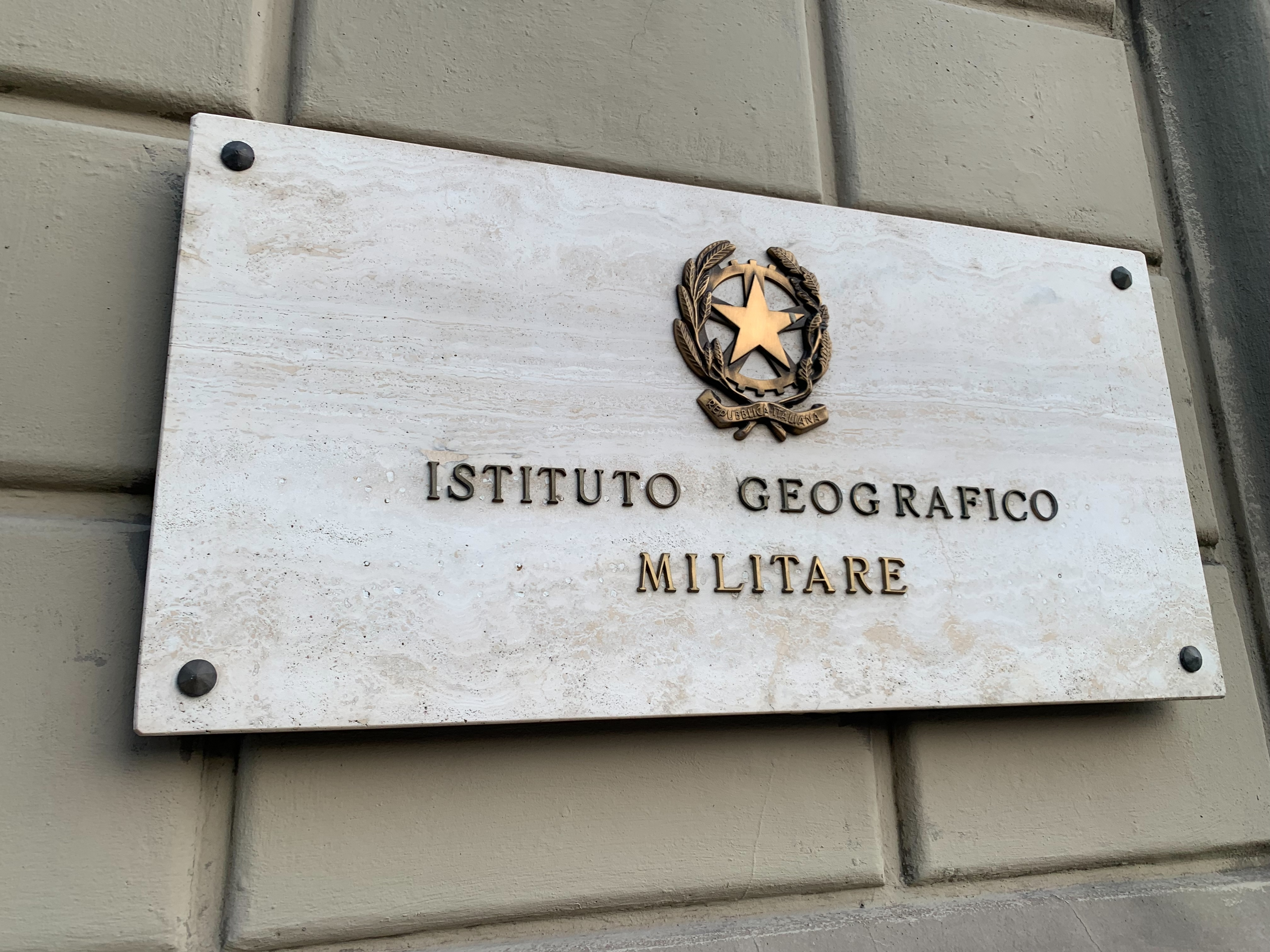
La targa dell'istituto

## Storia

### Origini
La sua storia inizia dall'Ufficio del Corpo di Stato maggiore del Regio Esercito Italiano che, dopo l'unificazione italiana nel 1861, aveva riunito in una singola struttura, con sede a Torino, l'originale Ufficio del Corpo di Stato Maggiore del Regno di Sardegna, dell'Ufficio Topografico Toscano e del Reale Ufficio Topografico Napoletano. 
La sede dell'ufficio venne quindi trasferita a Firenze nel 1865, contemporaneamente alla nomina della città toscana a capitale d'Italia; tuttavia con lo spostamento definitivo della capitale a Roma (1871), l'Istituto rimase a Firenze, città che ancor oggi ne è la sede.

### L'Istituto topografico militare

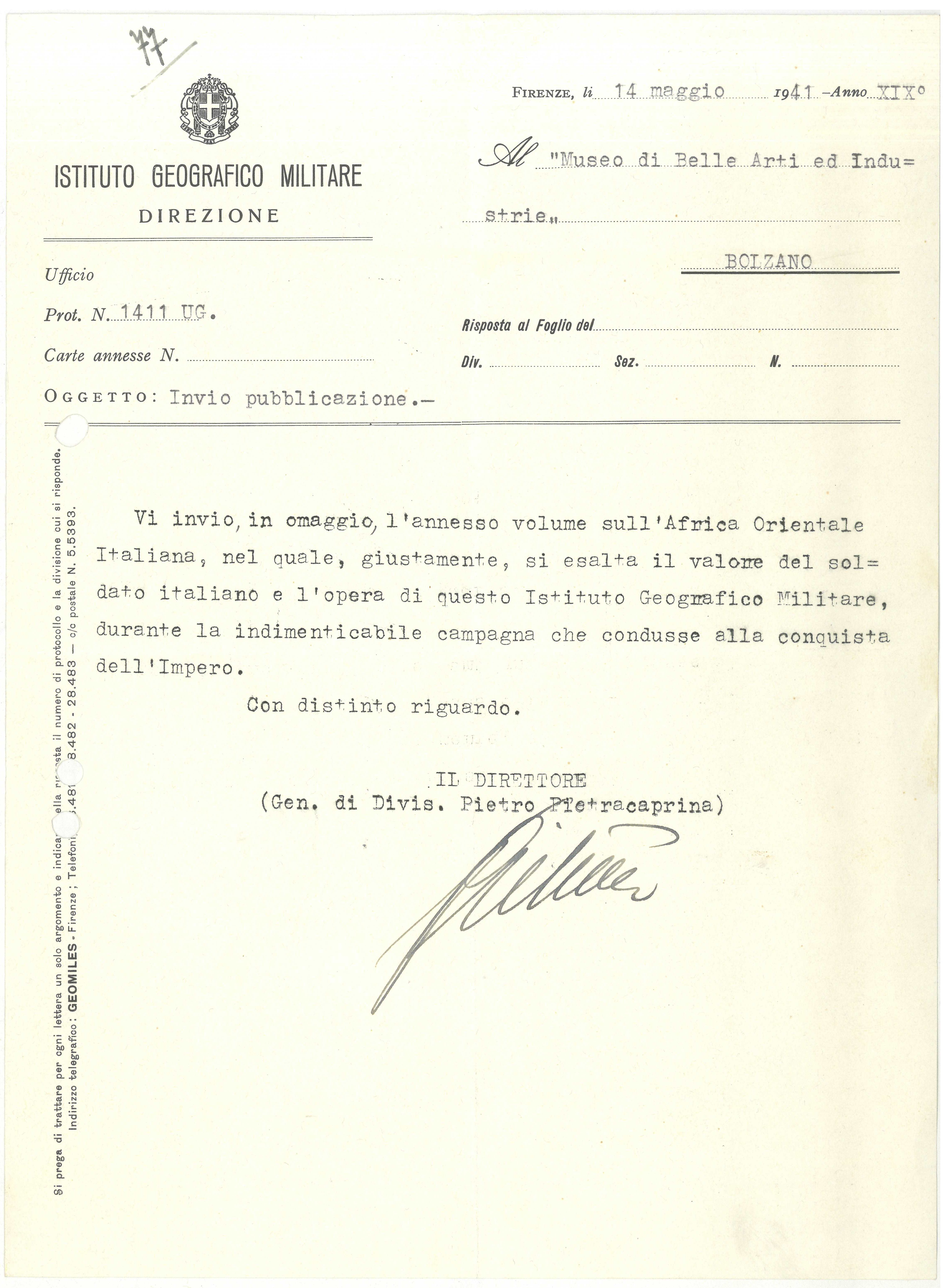
Lettera dell'IGM riguardo a una sua pubblicazione del 1941 celebrante il nuovo Impero

Con l'unificazione italiana, si riconobbe l'esigenza per lo Stato di dotarsi di una cartografia nazionale unitaria, e il Governo del tempo affidò nel 1872, con un'apposita legge, tale incarico all'Istituto topografico militare, creato dalla trasformazione del corpo militare. 
Questo istituto, rinominato Istituto geografico militare nel 1882, rilevò il territorio dello Stato, formando la nuova Carta Topografica d'Italia alla scala 1:100.000. Tale lavoro topografico, in gran parte svolto utilizzando la tavoletta pretoriana, richiese oltre trent'anni.
Durante il fascismo, l'IGM sostenne i processi di italianizzazione operati verso la toponomastica delle lingue non-italiane presenti sul territorio nazionale nonché nelle colonie italiane.
Nel secondo dopoguerra, con la legge n. 68/1960, l'Istituto veniva consacrato organo cartografico dello Stato e la cartografia prodotta dall'IGM assurgeva a cartografia ufficiale della Repubblica italiana.
Dal 1º ottobre 2014, a seguito della soppressione del Comando militare esercito della Toscana, ne ha anche assorbito i compiti e il personale. 
Dipendente dal Comando militare della Capitale, dal luglio 2023 è alle dipendenze del comandante Area Territoriale del COMFOTER.

## Descrizione

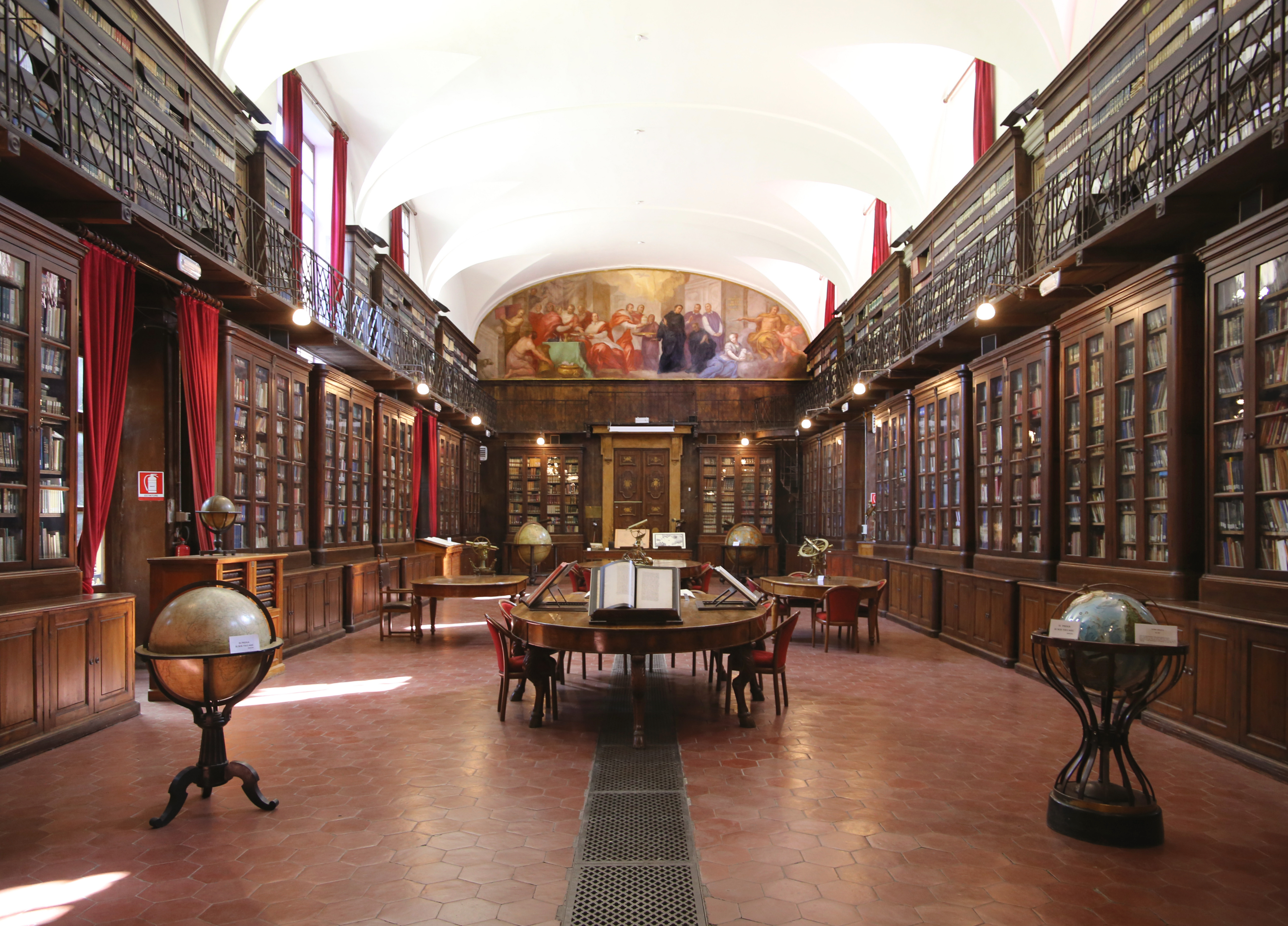
La biblioteca

L'istituto occupa una parte già facente parte del convento dei Servi di Maria della Santissima Annunziata, entrato nelle disponibilità statali dopo le soppressioni a cavallo tra Sette e Ottocento. Nel 2007, nella parte ovest del convento vennero scoperti alcuni ambienti, tra cui uno scalone realizzato da Michelozzo, precedentemente nascosto, una lunetta con un'Annunciazione attribuita dubitativamente a Paolo Uccello, delle grottesche di Morto da Feltre e degli affreschi di uccelli in volo di mano forse di Leonardo da Vinci e della sua scuola. Leonardo risiedette infatti nel convento della Santissima Annunziata per due anni.

### La biblioteca
Tra gli ambienti monumentali antichi spicca il salone della biblioteca, con antichi armadi lignei e due grandi affreschi con le Storie di san Vincenzo Ferrer di Giovanni Maria Ciocchi. La biblioteca geografica e cartografica possiede oltre duecentomila volumi di tipologie cartografiche e collezioni storiche.

### Fotogrammetria
Presso l'Istituto negli anni è stata sviluppata la fotogrammetria. 
L'archivio storico dell'istituto geografico militare contiene oltre 300.000 foto aeree, in bianco e nero e a colori, del territorio italiano scattate tra il 1927 e il 2010.

### La scuola di scienze geografiche
Dall'Istituto geografico militare dipende la "Scuola superiore di scienze geografiche" (SSSG) che provvede alla formazione e all'aggiornamento del personale militare e civile del Ministero della Difesa nel settore della cartografia e delle discipline a essa connesse.

### Ufficio Documentale
Dal 1º ottobre 2014, a seguito della soppressione del Comando militare esercito della Toscana, ne ha assorbito i compiti e il personale. Dall'Istituto Geografico Militare dipende l'Ufficio Documentale, erede diretto del Centro Documentale di Firenze e ancor prima del Distretto militare di Firenze (11º), istituito nel dicembre 1870.
L'Ufficio Documentale di Firenze, retto da un Colonnello, dopo la sospensione della leva, svolge prevalentemente attività documentale rivolta al personale che ha terminato il servizio militare, informativa e di servizio per altre istituzioni come l'INPS o i Comuni.
L'Ufficio è competente per tutte le province della Toscana.

## Personale

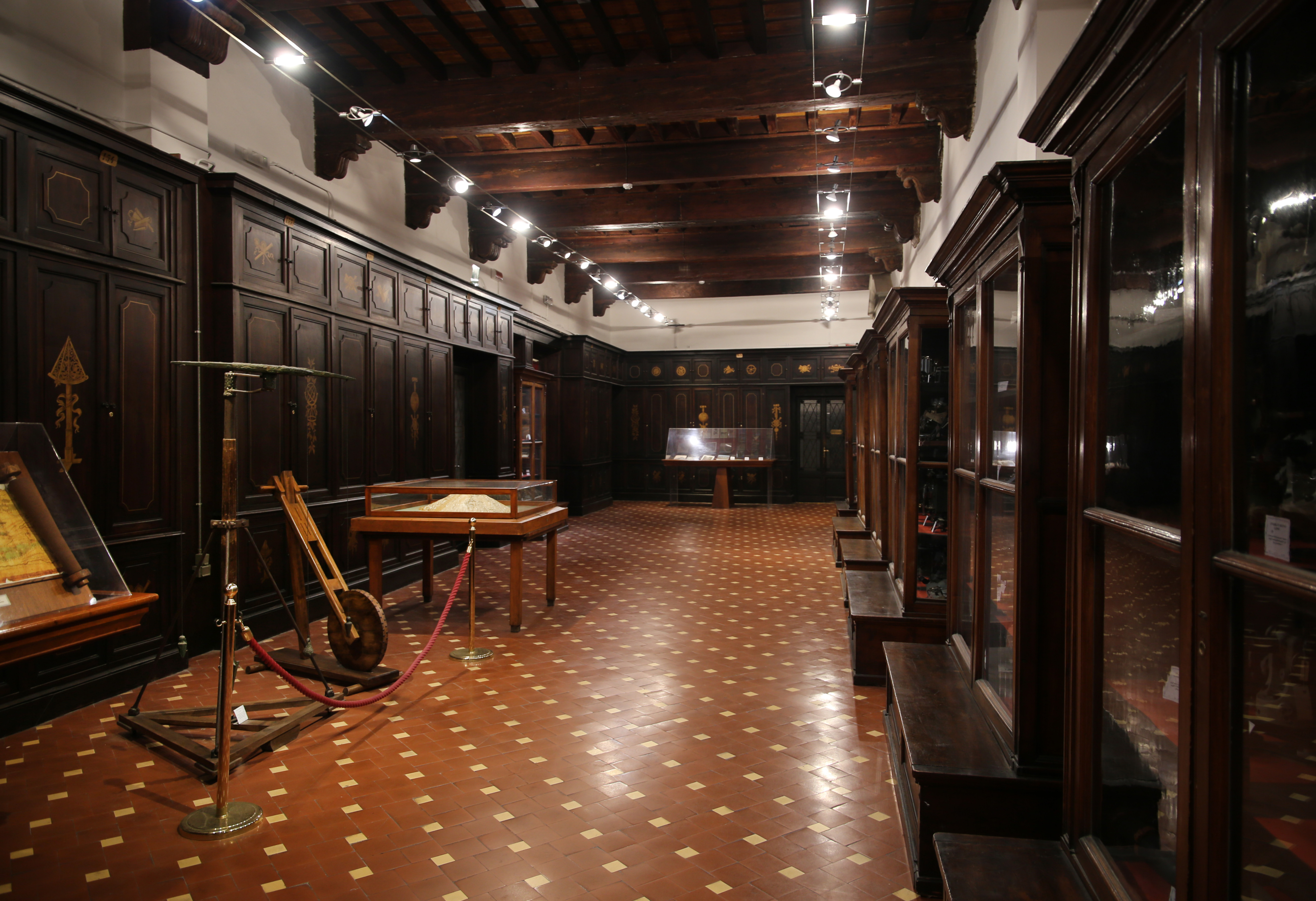
Il Museo degli strumenti scientifici, nella sede principale a Firenze

Il personale può essere militare (dell'Esercito Italiano) o civile, dipendente dal Ministero della Difesa.